# Породица Строганов
Строганови или Строгонови (рус. Стро́гановы, Стро́гоновы), француски правопис: Строганоф, били су породица изузетно успешних руских трговаца, индустријалаца, земљопоседника и државника. За време владавине Ивана Грозног (1533–1584) били су најбогатији привредници у Царству Русије. Они су финансирали руско освајање Сибира (1580. године на даље) и поновно освајање Москве под кнезом Пожарским 1612. од Пољака. Школа иконописа Строганов (крај 16. и 17. века) по њима је и добила име. Најпознатији заједнички предак породице био је Фјодор Лукич Строганов (умро 1497), индустријалац соли. Његов старији син Владимир постао је оснивач гране чији су чланови чак постајали државни сељаци; ова лоза се наставила и данас. Лоза најмлађег сина Фјодора Лукича Строганова, Аникеја (1488–1570), изумрла је 1923. Потомци Аникеја постали су припадници високог руског племства под првим Романовима (цареви од 1613. године).

## Порекло
Постоји неколико теорија о пореклу ове породице. Веровало се да је родоначелник породице био трговац у Великом Новгороду. Међутим, историчар Андреј Ведјенски је у свом истраживању породичног родословља закључио да су они потицали од богатих сељака Помора (тј. Руса са руског субарктичког севера, у региону Белог мора).
Најранији предак породице звао се Спиридон; живео је за време владавине војводе Дмитрија Донског и помиње се 1390-их. Његов унук, Лука Кузмич Строганов, био је изнајмљивач краљевских поседа у региону реке Сјеверне Двине; тврди се да је 1445. откупио московског војводу Василија II Слепог из татарског затвора.
Његов син, Фјодор Лукич Строганов († 1497) настанио се у Сољвичегодску (такође на руском северу). Био је локални индустријалац соли и власник имања у граду, које је пренео на свог старијег сина Владимира. Имао је два брата Семјона и Ивана, чији су потомци непознати. Имао је и шест синова: Стефана, Јосифа (Осипа), Владимира, Ивана, са надимком Вишњак, Афанасија и Аникеја и ћерку по имену Маура.
1517. године старија браћа Стефан, Јосиф и Владимир Строганов добили су рудник соли у округу Устјуг. Лоза Владимира Строганова и даље се наставља по директној мушкој линији. Међутим, његови потомци постали су државни сељаци.
Његов најмлађи син, Аникеј Фјодорович Строганов (1488–1570), био је родоначелник оплемењене лозе породице Строганов. Ова лоза је сада изумрла. Солане је отворио 1515. године, што ће касније постати огромна индустрија. Године 1558. Иван Грозни доделио је Аникеју Строганову и његовим наследницима велика имања у тадашњем источном рубу руског насеља, дуж река Каме и Чусоваје.
1566. године, на властити захтев, њихове земље су биле укључене у „опричнину“, територију у саставу Русије под директном влашћу Ивана Грозног. Одузимајући земље локалном становништву освајањем и колонизујући их пристиглим руским сељацима, Строганови су на овим просторима развијали пољопривреду, лов, солане, риболов и рударство. Градили су градове и тврђаве и истовремено потискивали локалне немире уз помоћ мале приватне војске (такве приватне јединице биле су познате као „ дружине“) и припајали нове земље на Уралу и у Сибиру у корист Русије.
Јаков Аникевич Строганов (1528–1577) натерао је Ивана Грозног да забрани Енглезима трговину у близини Сољвичегодска; он је, заједно са својом браћом, добио право да организује војне нападе на сибирска племена и владаре. Био је добављач раскоши цару, укључујући крзносамура. 1574. године, заједно са братом Григоријем, добио је велике земље у Сибиру, дуж реке Об. 1577. добио је мочваре богате гвожђем и шуму у Содролинскаја волости са правом да тамо оснује железару.
Григориј Аникевич Строганов (1533–1577) добио је велика земљишта у сливу реке Каме, у региону Перм. 1558. године смео је да производи шалитру. 1564. године добио је привилегију да оснује град по имену Каргедан, који је касније био познат под именом Ориол-городок.
Верује се да су Семјон Аникејевич Строганов (-? 1609) и Аникејеви унуци Максим Јаковлевич (-? 1620с) и Никита Григоријевич иницијатори и спонзори - (1620?) Јермакове сибирске кампање 1581.
До краја 16. века, Строганови су постали изузетно велики земљопоседници и индустријалци соли. Почетком 17. века, захваљујући превирањима, ојачали су своје положаје спонзоришући борбу централне владе против потражилаца престола и пољских освајача. Породица је почела да се постепено спаја са племством. 1608. Козма Данилович Строганов (1580–1617) био је војвода у Тотми. 
Током периода пољске интервенције почетком 17. века, Строганови су понудили руској влади хуманитарну и војну подршку (око 842.000 рубаља само у новцу), за шта су године добили титулу „угледних људи“ (imenitye lyudi) 1610, и дозвољено је званично позивање на завршетак „вич“ на њихова очинска имена, што је било намењено само члановима краљевског двора. Заједно са новом титулом, добили су невиђене привилегије за људе трговачке класе: били су подложни само краљевском суду, дозвољено им је оснивање градова и изградња тврђава, поседовање оружаних трупа и ковање топова, организовање војних похода против сибирских владара и бесцаринске трговине са азијским народима.
У 17. веку Строганови су почели да се венчавају у високо руско племство (принчеви, бојари и дворјани). На пример, Петар Семјонович Строганов (1583–1639) оженио се Матрионом Ивановном Борбишева-Пушкина. Максим Максимович Строганов (1603–1627) оженио се Аном Алферјевном Стрешњевом, рођаком царице Евдоксије Стрешњеве. Строганови су се оженили ћеркама војвода и дворјана. Међу породицама са којима су склапали бракове у 1600-тим било је неколико кнежевских породица, као што су Волконски, Мешерски, Барјатински, Голицин, и др.
У 17. веку Строганови су улагали велика средства у индустрију соли у Соликамску. 1680-их година Григориј Дмитријевич Строганов (1656–1715) ујединио је све раштркане земље наследника деце Аникеја Строганова. Он је такође анексирао солане, које су припадале Шустов и Филатијев породицама. У 18. веку Строганови су на Уралу основали низжелезара и фабрика за топљење бакра.
Породица Строганов саградила је низ значајних барокних цркава широм Русије крајем 17. и почетком 18. века. Укључују катедралу Ваведења Маријина (Введенский собор) у Сољвичегодску (1688–1696), цркву Госпе од Казања у Устјужни (1694), цркву Госпе Смоленске (церковь Смоленской Богоматери) у Гордејевки (део данашњег Округа Канавино у Нижњем Новгороду ) (1697) и цркву Синаксиса Богородице у Нижњем Новгороду (започета 1697, освећена 1719).

## Старија лоза Строганових
Потомци Владимира Фјодоровича Строганова, једног од старијих синова Фјодора Лукича Строганова, осиромашили су до 18. века и ушли у класу државних сељака. Владимир је наследио имања свог оца у Сољвичегодску. Касније је за стотину рубаља купио село Цирениково, северно од Сољвичегодска. Ово место је генерацијама било породично седиште ове гране. Афанасије Владимирович Строганов († 1607) бавио се локалним послом соли и трговином крзном. Са приходима од тога купио је земљу око свог села. Афанасије је добио титулу госта (угледног трговца). Такође је био закупац краљевског имања у близини Сољвичегорска. Афанасија Владимировича је Аникијева породица и даље прихватала као рођака. Али његов син Иван био је први из ове гране у континуираном тренду низбрдице, како у финансијском, тако и у социјалном погледу.
Прекид између богатих потомака Аникеја Строганова и сиромашне старије гране породице настао је 1670-их, када је богати део породице негирао своју везу са сиромашним. Ово је можда резултирало митом да су Аникејева старија браћа наводно умрла без деце.
Крајем 17. века услови живота сиромашне гране Строганових једва су се разликовале од услова обичних сељака. Била је тешко осиромашена, и ова грана је почела да се укључује у физички рад, па чак и у пљачку.
Један из овог огранка, Андреј Василијев син Строганов, био је међу руским пионирима у Сибиру у 17. веку. Успоставио је упоришта у регији Забајкалја. Касније је био шеф козачке трупе.
Према информацијама које је прикупио историчар А. Ведјенски, када су сиромашни рођаци у Санкт Петербургу посетили палату своје имућне породице која се налазила на раскршћу улице Мојка и Невског булевара; слугама је наређено да избаце сељачке рођаке.
1911. гроф Павел Сергејевич Строганов умро је без наследника. Његово богатство од 120 милиона рубаља требало је да оде држави. Познати адвокат Маклаков покренуо је истраживање како би доказао везу између покојног грофа и Строганових из Циреникова. На суду се Малаков борио са рођацима покојног грофа по женској линији; али је добио случај. Маклаков се настанио у Циреникову, желећи да подели наследство са рођацима Строганова. Међутим, наследство је запело у бирократији. Тада се револуција умешала и спречила сиромашну грану Строганов да уђе у њихово наследство.

## Племенита грана Строганов
Титулирана грана породице Строганов потицала је од Аникеја Строганова, најмлађег сина Фјодора Лукича Строганова († 1497). Од 17. века Аникејеви потомци били су врло близу краљевског двора; мешали су се са највишим племством и чак се венчавали са некима. Током овог врхунца, почели су да отуђују своје осиромашене, готово сељачке, рођаке из старије линије, до потпуног порицања чињенице о вези.
Један од потомака, Григориј Дмитријевич Строганов (1656–1715), био је присталица Петра Великог. Често је био позиван на двор цара Алексеја Романова, укључујући позиве на његове приватне вечере. Своја четири војна брода изграђена у Вороњежу и Астрахану поклонио је Петру Великом. Григоријине синове је Петар Велики 1722. године наградио баронском титулом.
Током Великог северног рата 1700–1721, Строганови су пружили значајну финансијску подршку влади Петра Великог, за шта ће Александар Григоријевич, Николај Григоријевич и Сергеј Григоријевич бити подигнути у ранг барона 1722, а касније и у грофа.
Од тада су Строганови били припадници руске аристократије и заузимали важне владине положаје.
- Сергеј Григоријевич (1707–1756) играо је значајну улогу током владавине Јелисавете Петровне.
- Његов син Александар Сергејевич (1733–1811) био је члан комисије за разраду новог законика током владавине Катарине Велике. Крајем 18 - почетком 19. века заузимао је различите функције, попут председника Руске академије уметности, уметничког директора Јавне библиотеке и члана Државног савета.
- Павел Александрович Строганов (1772–1817) био је члан Незваничног комитета (Негласный комитет) Александра I и помоћник министра унутрашњих послова.
- Сергеј Григоријевич Строганов (1794–1882) био је генерал-гувернер Москве 1859–1860. Основао је Московски уметнички и индустријски институт Строганов 1825.
- Александер Григоријевич Строганов био је министар унутрашњих послова 1839–1841, а затим члан Државног савета (од 1849).

За већину Строганових је познато да су показивали интересовање за уметност, књижевност, историју и археологију. Некада су поседовали богате библиотеке, колекције слика, новчиће, медаље итд. Палата Строганов (данас једна од зграда Државног руског музеја) једна је од главних знаменитости Невског Проспекта у Санкт Петербургу.
1911. гроф Павел Сергејевич Строганов умро је без наследника. Његова смрт покренула је парницу за његово богатство између његових рођака по женским линијама и старијих неплеменитих потомака породице Строганов.

## Модерна времена
После руске револуције 1917. године породица Строганов емигрирала је са Белим покретом и сва породична имовина у Русији је национализована.
Фондација Строганов, основана 1992. године у Њујорку као непрофитна корпорација, посвећена је очувању и рестаурацији руског наслеђа породице Строганов.
Оснивање Строганов фондације инспирација је баронице Хелене де Лудингхаусен, која живи у Паризу и чија је мајка, принцеза Ксенија Алекандровна Шербатова-Строганова, рођена у палати Строганов.
Лоза која води порекло од најмлађег брата Аникеја Строганова (оплемењена грана) изумрла је у мушкој линији 1923. Сељачка лоза која се води од старијег брата Владимира Строганова наставља се и данас.